# Stoke Dry
Stoke Dry is een civil parish in het bestuurlijke gebied Rutland, in het Engelse graafschap Rutland met 35 inwoners.